# Wenzelsbrunnen in Naumburg

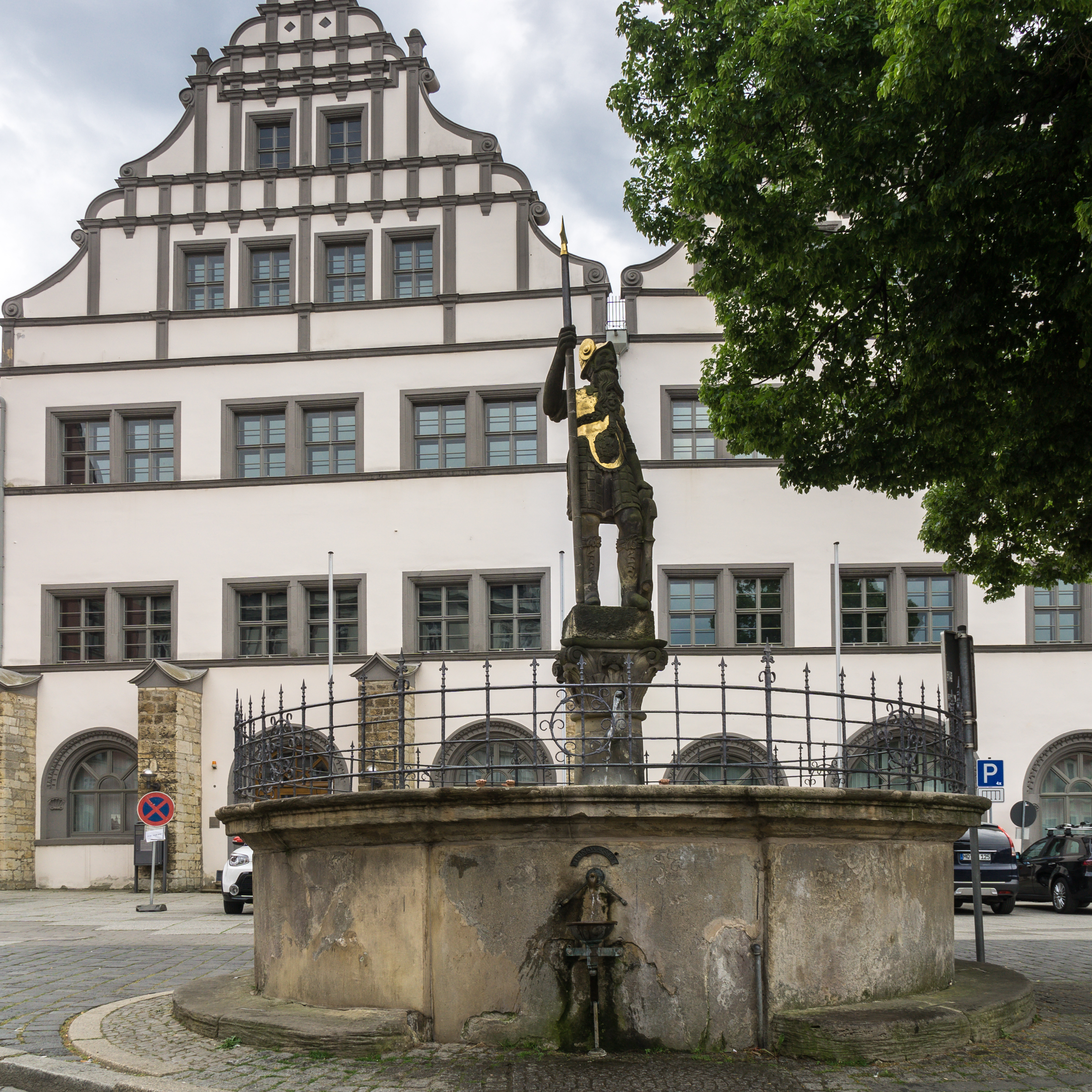
Wenzelsbrunnen

Der Wenzelsbrunnen in Naumburg (Saale) befindet sich im südöstlichen Teil des Marktplatzes unweit der Wenzelskirche unter einer Linde direkt vor dem Marktschloss, in dem sich unter anderem das Amtsgericht befindet. 

## Beschreibung

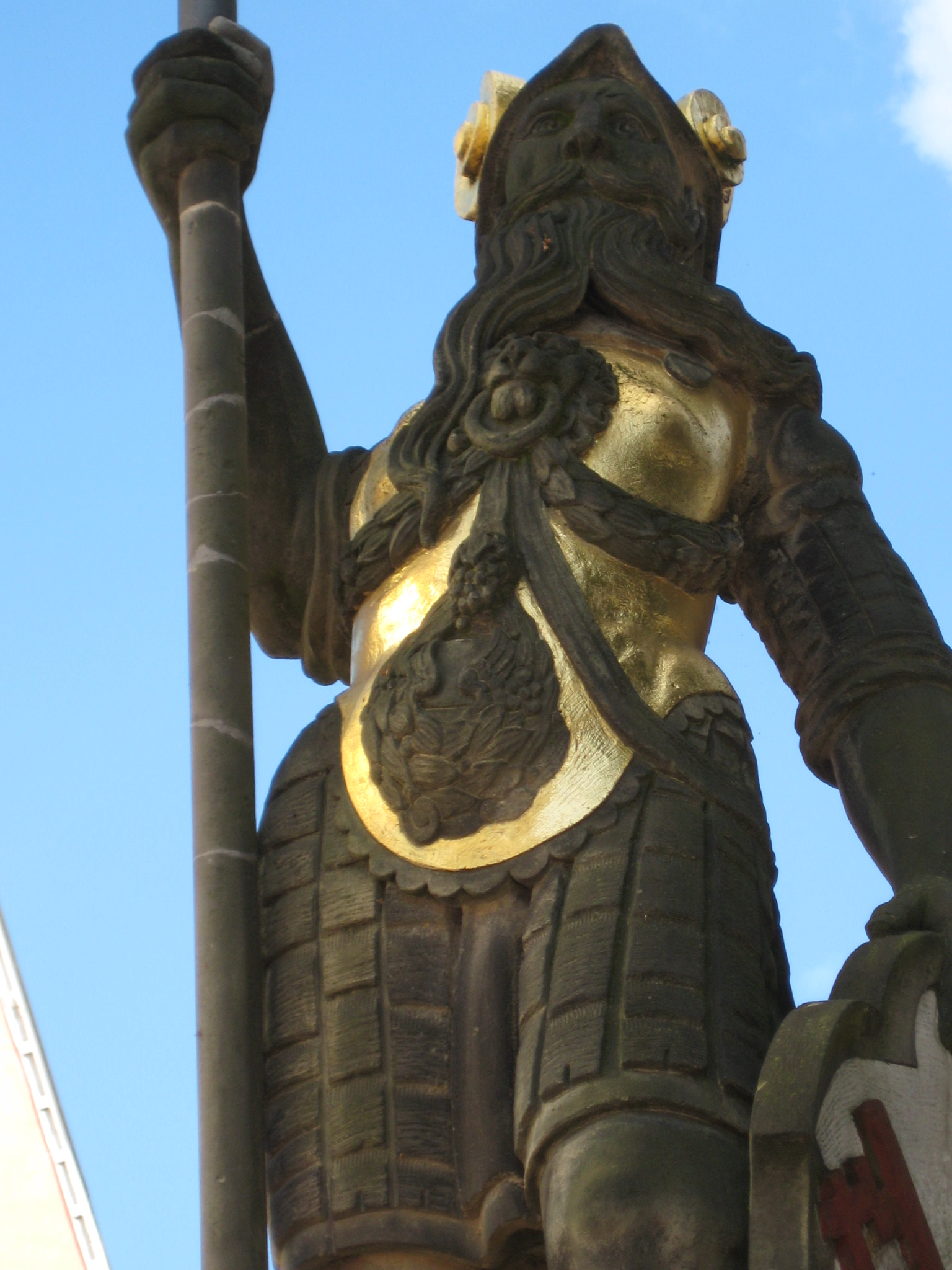
Nahaufnahme des Schutzheiligen Naumburgs

Auf dem runden Brunnen mit ca. 2–3 Meter im Durchmesser und ca. 1,20 Meter Höhe befindet sich der bärtige Schutzheilige der Stadt Naumburg in Rüstung mit Lanze und dem Schild mit dem Stadtwappen bestehend aus Schlüssel und Schwert. Die Figur steht auf einem hohen Sockel mit einem korinthischen Kapitell als Statuenbasis.
Der im Jahre 1459 als Marktbrunnen „steinerner Born“ erstmals erwähnte Wenzelsbrunnen war wie alle Brunnen Naumburgs an das städtische Röhrenbrunnensystem angeschlossen. Im Jahre 1579 kam die Figur des Stadtpatrons auf den 1498 neu errichteten Brunnen. Geschaffen hatte ihn der Naumburger Bildhauer Heinrich Hase, der neben dieser Figur 1584 auch den später durch eine barocke Kanzel ersetzten Predigtstuhl in der Wenzelskirche schuf. 1940 zerstörten Stürme diese Figur, so dass seit 1949 eine originalgetreue Nachbildung an dieser Stelle steht.